# 保护基里巴斯党
保护基里巴斯党（基里巴斯语：Kamanoan Kiribati Party）是基里巴斯的反对党。
2020年5月，基里巴斯两个反对党追求真理和基里巴斯优先合并组建支持基里巴斯优先党，并提名原基里巴斯优先党党首巴努伊拉·贝里纳为总统大选候选人。2020年8月，支持基里巴斯优先党更名为保护基里巴斯党，党首为议员泰西·兰伯恩。